# Антіохійська православна архиєпархія Австралії, Нової Зеландії та всієї Океанії
Антіо́хійська правосла́вна христия́нська архієпа́рхія Австра́лії, Ново́ї Зела́ндії та Філіппі́н (англ. Antiochian Orthodox Christian Archdiocese of Australia, New Zealand and the Philippines; араб. أبرشية أنطاكية الأرثوذكسية في أستراليا ونيوزيلندا والفلبين, трансліт. abršīẗ anṭākīẗ al-ʾarṯūḏksīẗ fī astrālīā ūnīūzīlndā wālflbīn) — напівавтономна східно-православна архієпархія в складі Антіохійського патріархату зі штаб-квартирою в Сіднеї, Австралія. Використовує у своїй літургії візантійський обряд, англійську, арабську, грецьку, французьку мови та новоюліанський календар, вона є частиною Східного християнства. Нинішнім предстоятелем є Басиліос (Кодсейе), митрополит Архієпископ Австралії, Нової Зеландії та Філіппін. Архієпархія налічує приблизно 37 500 членів.
Архієпархія та парафії знаходяться під юрисдикцією Антіохійського патріархату, що базується в Дамаску, Сирія. Канонічна юрисдикція митрополита Гонконгу та Південно-Східної Азії, що належить Константинопольському Вселенському патріархату, не визнає претензій цієї єпархії на Філіппінські острови, яка також канонічно підпадає під Гонконгську митрополію.

## Історія

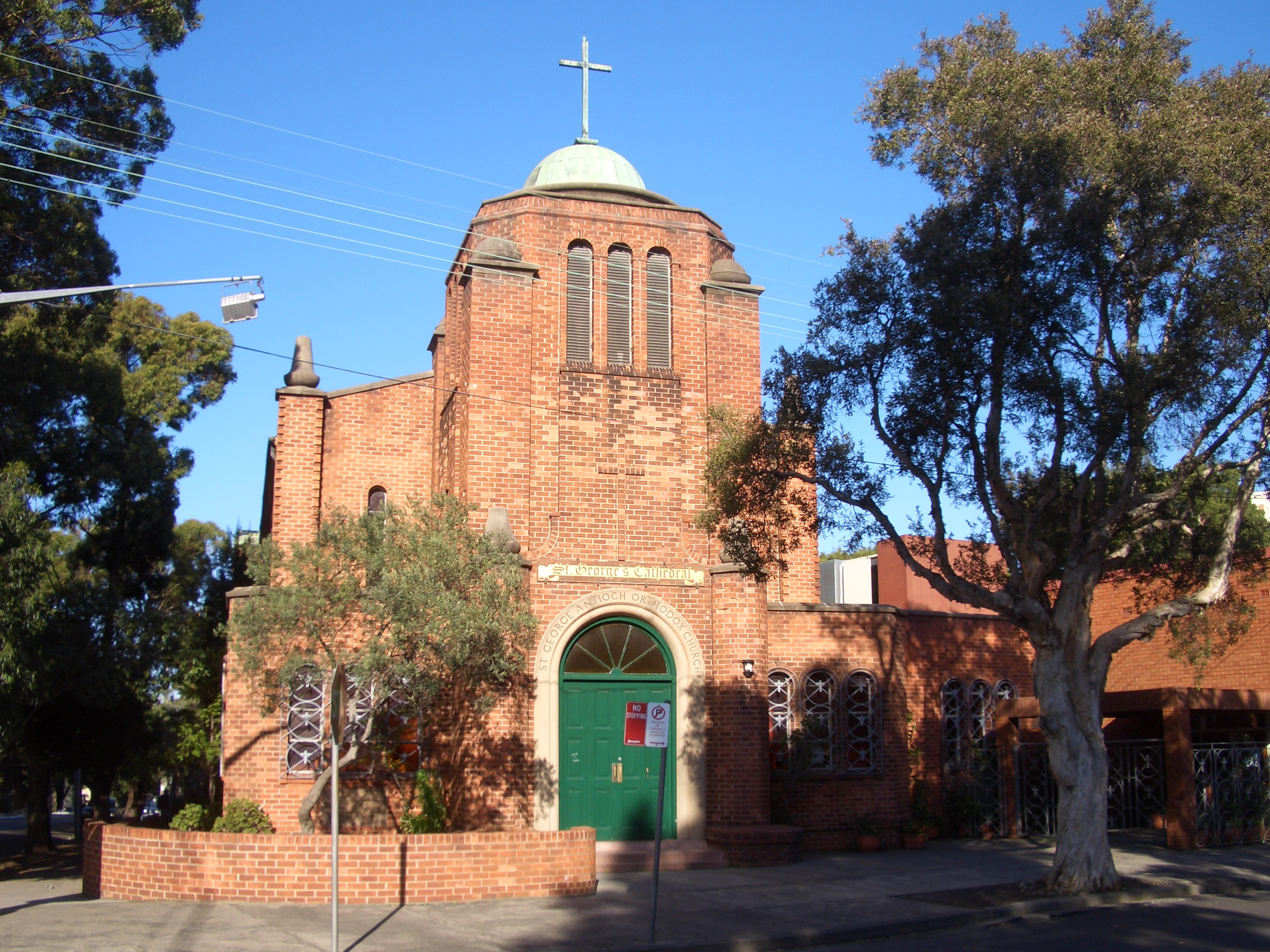
Антіохійський православний собор Святого Георгія, Редферн, Новий Південний Уельс.

Вважається, що перші непрофесійні члени Антіохійської православної церкви в Австралії прибули до Сіднея приблизно в 1870 році, але перший антіохійський православний священик Микола Шегаді був призначений в 1913 році патріаршим екзархом.  Друга парафія була утворена в Мельбурні в 1937 році. Архієпархія була утворена в 1970 році на чолі з єпископом Гібраном Римлаві. Друга церква в Сіднеї була відкрита в Панчбоулі в 1974 році. Зараз у Сіднеї є чотири церкви, невеликий центр у Воллонгонгу, дві церкви у Мельбурні та групи в Аделаїді та Брисбені. У Новій Зеландії є три громади.
- Екзарх Микола Шехаді та два його сини, обидва священики. Надає часткову історію Архієпархії між 1913-1987 роками.
- Перегляньте повну історію вебсайту Архієпархії.

Перша хвиля сирійської і ліванської імміграції припала на 1880-1890-х років, вони селилися в східних штатах Австралії. Першими місцями, де православні араби збиралися на молитву, були Сідней і Мельбурн. Громадами опікувалися грекомовні священники, які також говорили арабською і, іноді, російською. Антіохійська православні віруючі взяли участь в будівництві як храм Святої Трійці в Сіднеї і храм Благовіщення в Мельбурні.
Через невизнання обрання на Антіохійський Патріарший престол араба Мелетія II в 1899 році з боку інших грецьких Патріархатів, і рішення Вселенського патріархату Константинополя підпорядкувати парафії в діаспорі Церкви Греції з проведенням богослужінь виключно на грецькій мові, ці церкви були фактично закриті для православних арабів.
Проте, православні араби не відмовилися від своєї мови і культури, а також заснували два антіохійських православні парафії в Австралії Свято-Георгіївський в Сіднеї і храм святителя Миколая в Мельбурні, а також Михайлівський в Данідіне, в Новій Зеландії. Ці церкви, засновані в 1920-і - 1930-і роки були єдиними Антиохійська православні парафії в Австралії протягом всього періоду існування Патріаршого екзархату в Австралії і Новій Зеландії.
У 1969 році Антіохійський Патріархат послав архимандрита Джібрана (Рамлаві) в Австралії в якості Патріаршого Екзарха. За його рекомендацією було створене Патріарше вікаріатство Австралії і Нової Зеландії, а архимандрит Джебран був обраний Патріаршим вікарієм. Незабаром після його прибуття були створені ще два приходу — Святого Миколая в Панчболе і прихід Святого Георгія в Трорнбері (останній виник через напруженості між різними хвилями емігрантів).
У 1980-і роки намітився деякий ріст числа парафій. У 1985 році був створений прихід в Мейзі-Хіллі, Новий Південний Уельс. У 1989 році створено перший парафіяльний комітет церкви в Брисбені, Квінсленд. В середині 1990-х почалися перші випадки переходу англікан в Антіохійської Православної церкви, причиною чого стали ліберальні реформи в Англіканської Церкви в Австралії, зокрема рішення висвячувати жінок. У підсумку в було прийнято 4 приходу, монастир і п'ять священиків.
У 1999 році єпископ Джебран помер, після чого Священний Синод Антіохійської православної церкви, утворив Митрополію Австралії і Нової Зеландії, правлячим архієреєм якої був призначений архимандрит Павло (Саліба). Його правління було відзначено стрімким зростанням числа парафій, духовенства та запровадження англійської мови при служінні Божественної літургії в очолюваної ним єпархії. Так на момент його інтронізації в кінці 1999 року налічувалося 10 парафій, а вже через 8 років - в кінці 2007 року - налічувалося 34 приходу або місії і 1 монастир (в тому числі три на англомовних приходу в Сіднеї, Мельбурні та Голд-Кості), на яких несли служіння в цілому 42 священнослужителя, в тому числі два університетських капеланів в Мельбурні і перший Православна військовий священик в Австралії.
У 2008 році в юрисдикцію митрополії були прийняті дві неканонічні юрисдикції на Філіппінах, в яких налічувалося понад 30 релігійних лідерів і 32 церков і приблизно 6000 віруючих. При цьому були утворені два вікаріатства (благочиння) в Давао і Манілі, по одному для кожної колишньої юрисдикції. У зв'язку з цим назву єпархії була змінена на Австралійську, Новозеландську і Філіппінську.
Поява парафій Антіохійської православної церкви на Філіппінах викликало різкий осуд з боку митрополита Гонконзького Нектарія (Ціліса), який відлучив від причастя всіх мирян, які перейшли з Вселенського патріархату Константинополя в Антіохійський і заборонив своїм клірикам і прихожанам спілкуватися з Антіохійським патріархатом. При цьому митрополит Нектарій виходив з поширеною в Вселенському патріархаті Константинополя ідеї, що вся православна діаспора повинна підкорятися Вселенському патріархату.
У середини 2010 року місія у Давао була прийнята в РПЦЗ, будучи підпорядкованою Петрокскому монастирю, який в 2013 році покинув РПЦЗ.

## Організація та структура

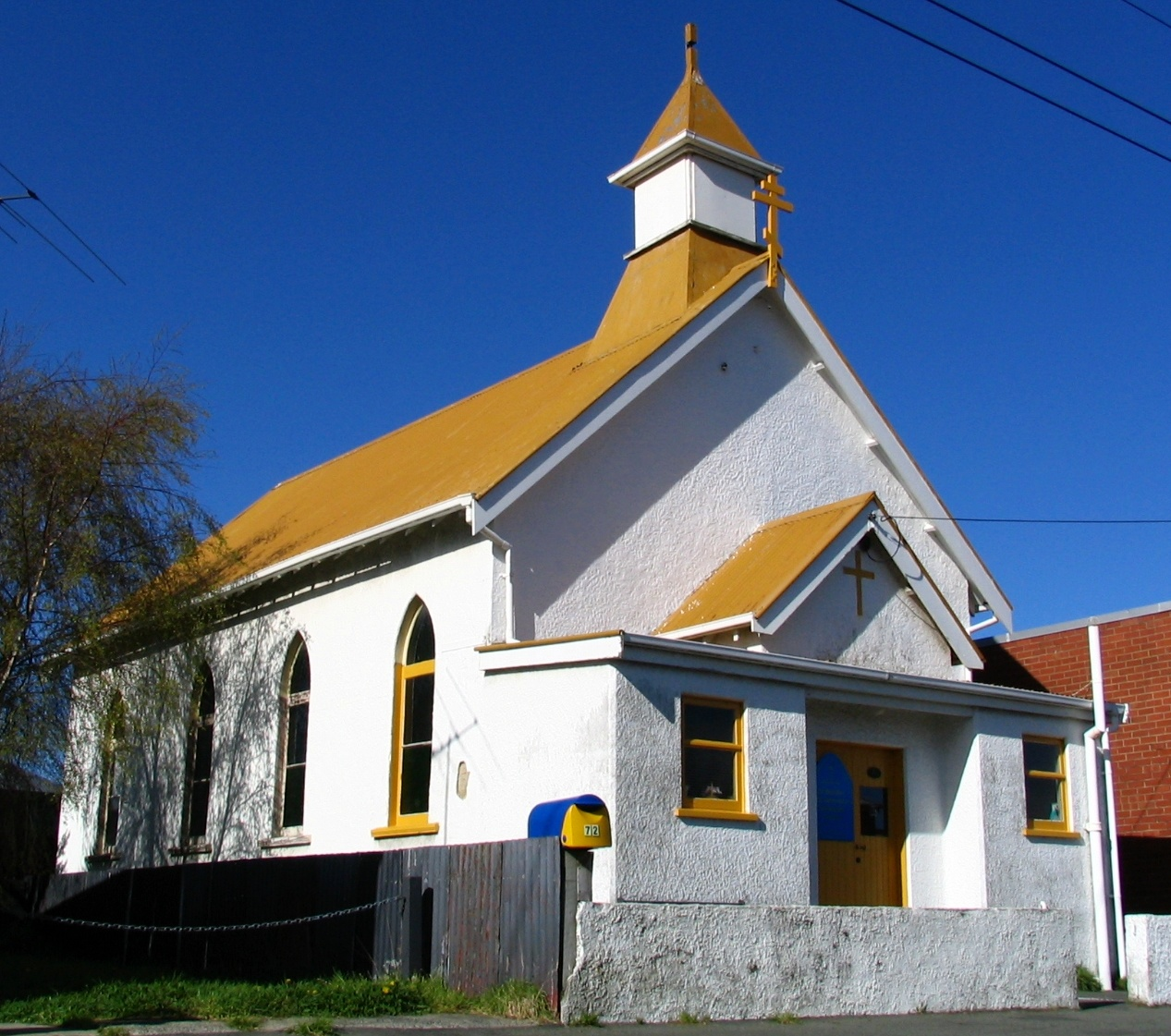
Антіохійська православна церква св. Михайла, Данідін, Нова Зеландія.

Антіохійська православна архієпархія є єдиною архієпархією, яка охоплює кілька країн. Архієпископ проживає в Австралії, є Деканат в Новій Зеландії, а також інші країни Тихого океану. В Австралії є 25 парафій та місій, 8 парафій та місій в Деканаті Нової Зеландії та приблизно 37 500 членів.
В архієпархії є один жіночий монастир Святої Анни в Престоні, штат Вікторія, Австралія. Архієпархія також заснувала багатовідомчий Мельбурнський інститут православних християнських досліджень.
Антіохійська православна християнська архієпархія Австралії, Нової Зеландії та Філіппін була членом-засновником східних ієрархів, де представлені всі юрисдикції східного обряду, крім найбільшої. Антіохійська архієпархія вважає, що ця організація є доброзичливою ефективною організацією, яка працює задля любови Божої, яка поширюється по всій Таємниці Його Церкви.

### Примати в Австралії та Новій Зеландії
- Єпископ Гібран (Рамлавей) з Австралії, Нової Зеландії та всієї Океанії, 1969-1999.
- Митрополит Архієпископ Павло (Саліба) Австралії, Нової Зеландії, Філіппін та всієї Океанії, 1999–2017.
- Митрополит Архієпископ Василій (Кодсеє), з 2017 року